# Ихнотаксон

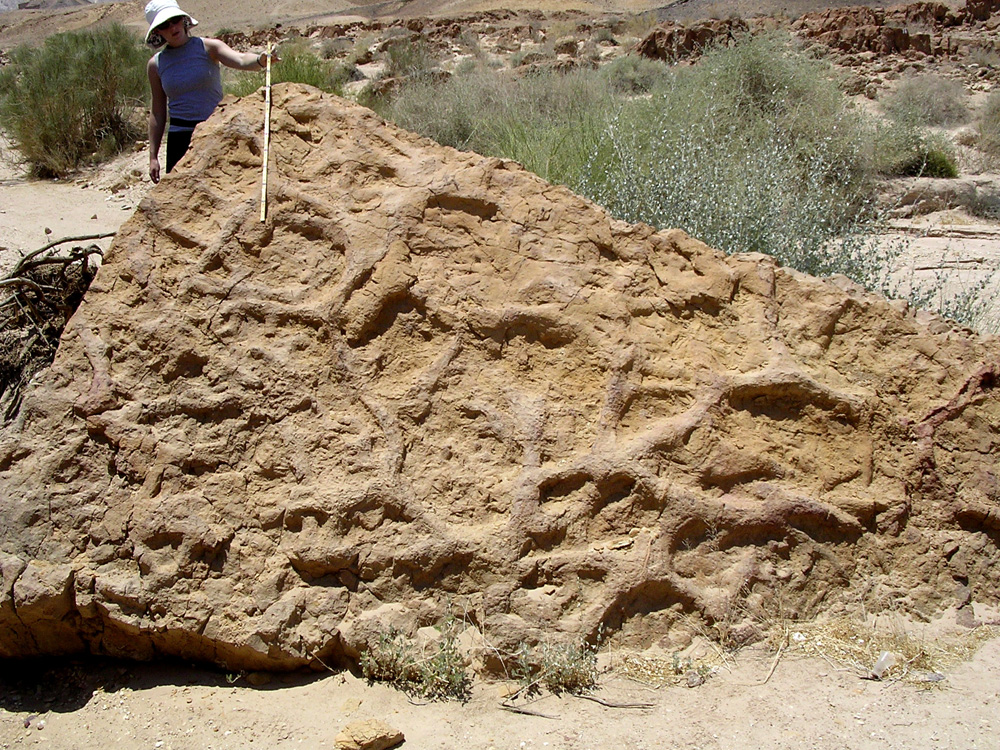
Ихнотаксон Thalassinoides: ходы, прорытые ракообразными средней юры. Махтеш Катан, южный Израиль

Ихнотаксон — согласно Международному кодексу зоологической номенклатуры, таксон, «основанный на фоссилизованных следах деятельности животного, включая оставленные животным отпечатки ног, следы ползания и ходы, иначе — ископаемые следы». Аналогично линнеевской таксономической классификации, ихнотаксонам присваивают родовые и видовые названия, называемые ихнород и ихновид.
Окаменелости, согласно которым выделяют ихнотаксоны, включают различные результаты деятельности животного: ходы, сверления, галлы, гнёзда, трубки червей, коконы, отпечатки ног, дорожки, следы, окаменевшие экскременты (копролиты), пищеварительные камни (гастролиты), отрыгиваемое содержимое пищеварительной системы (регургиталиты), результаты укусов и грызения, паутина.
Термин «ихнотаксон» происходит от греческого ίχνος (ихнос) — след и ταξις (таксис) — порядок.